# InterTV Cabugi
InterTV Cabugi é uma emissora de televisão brasileira sediada em Natal, capital do estado do Rio Grande do Norte. Opera no canal 11 (34 UHF digital) e é afiliada a TV Globo e integra a Rede InterTV. A emissora pertence ao Sistema Tribuna de Comunicação, do empresário e político Henrique Eduardo Alves, que controla metade das ações com o Grupo Incospal, do empresário Fernando Aboudib Camargo, assim como a InterTV Costa Branca de Mossoró. Seus estúdios ficam localizados no bairro Lagoa Nova, e sua antena de transmissão está no Parque das Dunas, no Tirol.

## História
A concessão do canal 11 VHF de Natal foi outorgada em 17 de dezembro de 1986, para o político Aluízio Alves, então ministro da administração federal no governo do presidente José Sarney. Após quase um ano de preparativos, a TV Cabugi foi inaugurada em 1.º de setembro de 1987, sendo a segunda de três emissoras a entrarem no ar naquele ano no município (juntamente com a TV Ponta Negra, inaugurada em 15 de março, e a TV Tropical, em 31 de outubro), e a terceira emissora do estado, além de ter sido a última afiliada da Rede Globo a entrar no ar em um estado brasileiro.
A primeira sede da emissora era um pequeno prédio localizado no bairro Lagoa Nova, onde quinze anos mais tarde, seria construída ao lado sua sede atual, com amplas instalações, totalmente adaptada a uma emissora de TV. Os primeiros programas produzidos pelo canal foram o Bom Dia RN e o RNTV, este último em 3 edições diárias. Também produziu diversos outros programas ao longo de suas história, como Cabugi Verão, Cabugi Cidade, Meio Dia RN e Valeu o Boi. Entretanto, na maior parte do tempo se limitou a preencher a programação local obrigatória da Rede Globo. Na programação nacional, a emissora sempre esteve em primeiro lugar nos índices de audiência, mas seus telejornais locais sempre sofreram com os programas policiais exibidos pelas concorrentes, que não raramente atingem picos de liderança.
Alguns anos após a inauguração, iniciou a interiorização do seu sinal com retransmissoras em vários municípios, algumas delas compartilhadas com outros canais, como a TV Universitária. Em Mossoró, segunda maior cidade do estado, substituiu o sinal antes retransmitido da TV Verdes Mares de Fortaleza, Ceará pelo canal 13 VHF. A cidade também ganhou um escritório comercial e de jornalismo, responsável pela cobertura do interior, que enviava seu material via malote (ônibus) para veiculação em Natal. Em 1998, inaugurou seu portal na internet, o "www.Cabugi.com", tornando-se uma das primeiras emissora do estado a manter seu conteúdo na web. Manteve também, direta ou indiretamente, outros negócios paralelos, como a FM 102,9 (vendida anos depois para a Rede Aleluia), a Cabuginet, Cabugitec e a Cabugisat.
Ao longo de sua história, também foi acusada de favorecer o grupo político a qual está ligada em sua programação, chegando a ter o seu sinal retirado do ar por decisão da Justiça Eleitoral em 2006. Em agosto de 2005, em meio a rumores que davam conta da má situação financeira do grupo controlador, a emissora teve metade das sua ações vendidas para a Rede InterTV, controlada pelo empresário Fernando Aboudib Camargo. A emissora foi incorporada a rede em setembro do ano seguinte, tornando-se InterTV Cabugi. Imediatamente houve uma demissão em massa, atingindo especialmente os funcionários mais antigos, marcando o início da reestruturação da emissora, o que incluiu também a extinção do portal Cabugi.com e sua substituição pelo in360.
Em 2009, substituiu os antigos enlaces de micro-ondas para o interior pela transmissão via satélite. Em 27 de março de 2015, após a InterTV Costa Branca ser inaugurada em Mossoró, boa parte de sua cobertura no interior potiguar foi incorporada pela nova emissora, e a InterTV Cabugi passou a atender apenas 44 municípios na porção leste do estado.
Em dezembro de 2019, a InterTV Cabugi promoveu demissões. 8 cinegrafistas e 5 repórteres cinematográficos foram desligados da equipe da empresa. Em 13 de julho de 2020, a emissora encerra a produção do jornalístico esportivo Globo Esporte RN e demite toda a sua equipe, como o apresentador e editor Thiago Cesar e os videorrepórteres Luiz Gustavo Ribeiro e Douglas Lemos.

## Sinal digital
| Canal virtual | Canal digital | Resolução de tela | Programação                                     |
| ------------- | ------------- | ----------------- | ----------------------------------------------- |
| 11.1          | 34 UHF        | 1080i             | Programação principal da InterTV Cabugi / Globo |

A emissora iniciou suas transmissões digitais em 22 de março de 2010, pelo canal 34 UHF. A cerimônia do lançamento do sinal digital aconteceu na sede da emissora. Em 2 de dezembro de 2013, seus telejornais locais passaram a ser exibidos em alta definição.
Transição para o sinal digital
Com base no decreto federal de transição das emissoras de TV brasileiras do sinal analógico para o digital, a InterTV Cabugi, bem como as outras emissoras de Natal, cessou suas transmissões pelo canal 11 VHF em 30 de maio de 2018, seguindo o cronograma oficial da ANATEL.